# Anna Quindlen

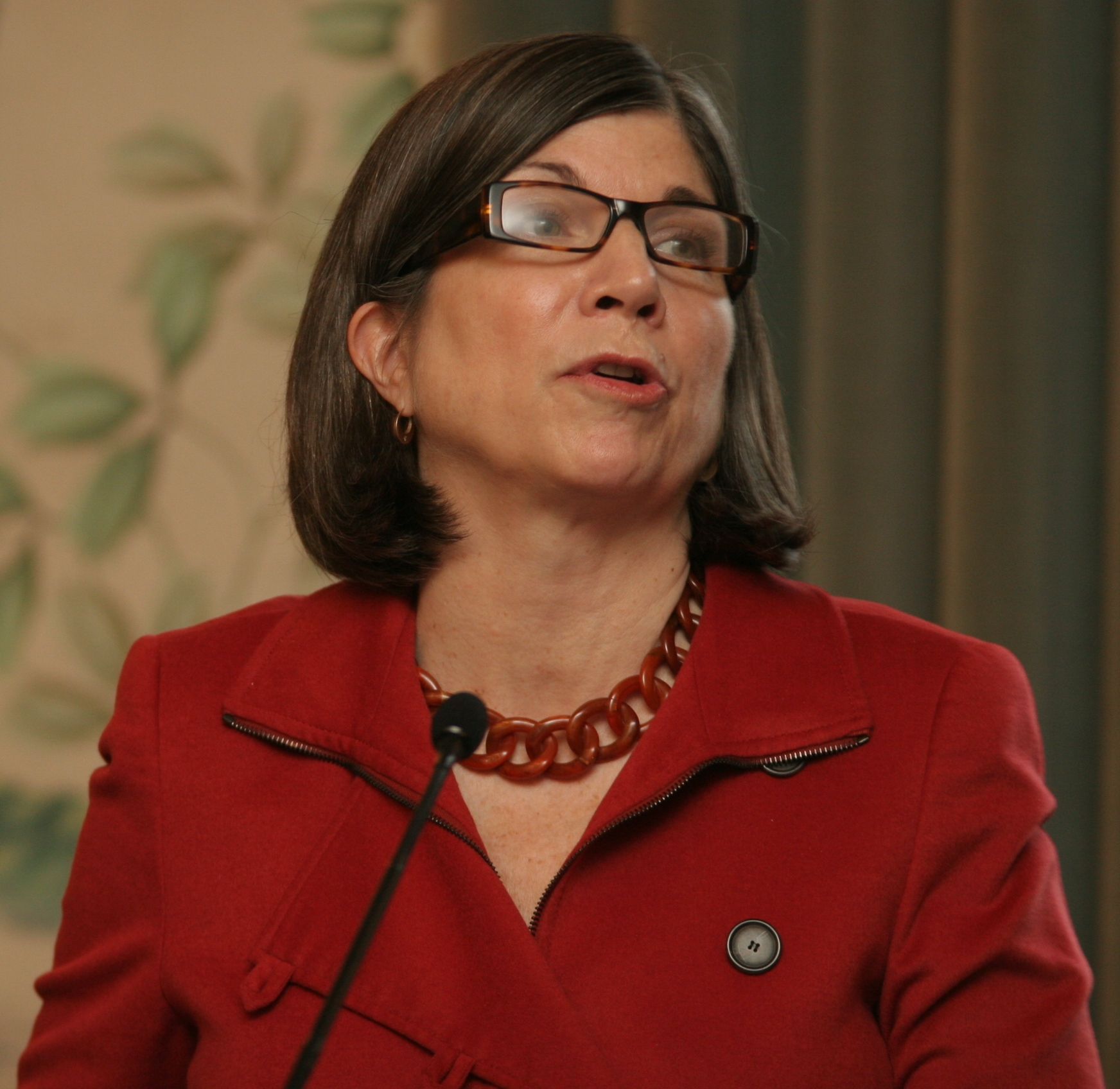
Anna Quindlen (2008)

Anna Marie Quindlen (geboren 8. Juli 1952 in Philadelphia) ist eine US-amerikanische Journalistin und Schriftstellerin.

## Leben
Anna Quindlen ist die Tochter eines Vaters irischer und einer Mutter italienischer Herkunft. Sie besuchte die High School in South Brunswick (New Jersey) und das Barnard College, an dem sie 1974 einen B.A. machte. Sie ist mit dem Anwalt Gerald Krovatin verheiratet.
Sie begann als Reporterin bei der New York Post und 1977 im Lokalteil der New York Times, für den sie 1983 die Verantwortung übernahm. Für ihre Kolumne Public and Private, die ihr als eine der ersten Frauen bei der Zeitung 1990 eingeräumt wurde, erhielt sie 1992 den Pulitzer Prize for Commentary. Ihre gesammelten Zeitungsbeiträge kamen wiederholt auch in Buchform heraus.
Anna Quindlens Mutter starb mit 40 Jahren an Krebs, da war Anna 19 Jahre alt. Das Thema umkreiste sie in ihren ersten Romanen, die seit 1991 erschienen. Sie gab den Journalismus 1995 auf und widmete sich ausschließlich dem Schreiben von Büchern und den dazugehörigen Vermarktungsaktivitäten. Zwischen 1999 und 2009 schrieb sie dann doch wieder eine zweiwöchige Kolumne in Newsweek. Quindlen hat (Stand 2014) sieben Romane, acht Sachbücher und zwei Kinderbücher veröffentlicht und war wiederholt auf der Bestsellerliste der New York Times. Von ihrem Short Guide to a Happy Life (2000) wurden über eine Million Exemplare verkauft.
Die Literaturkritik sieht den versöhnlichen Ton, den Quindlen in ihren Plots anschlägt, im Unterschied zu ihren Lesefans kritisch. Quindlens Romane waren auch Vorlage für Verfilmungen.
Unter ihren vielfachen Ehrungen ist ein Ehrendoktortitel der Pennsylvania State University 2007. Außerdem wurde sie 1996 zum Mitglied der American Academy of Arts and Sciences gewählt.
Quindlen lebt in New York.

## Werke (Auswahl)
- After Annie. Simon & Schuster, London 2024
- Alternate Side. New York : Random House, 2018
  - Der Platz im Leben. Roman. Aus dem Engl. von Tanja Handels. München : Penguin 2018
- Miller's Valley. New York : Random House, 2016
  - Unsere Jahre in Miller's Valley. Roman. Aus dem Engl. von Tanja Handels. München : Dt. Verl.-Anst. 2017
- Still Life with Breadcrumbs. New York : Random House, 2014
  - Ein Jahr auf dem Land. Roman. Aus dem Engl. von Tanja Handels. München : Dt. Verl.-Anst. 2015
- Lots of candles, plenty of cake. New York : Random House, 2012
- Every last one : a novel. New York : Random House, 2010
- Rise and shine : a novel. New York : Random House, 2006
  - Der Preis der Freiheit. Roman. Übers. von Leon Mengden. München : btb 2008
- Good dog. Stay. New York : Random House, 2007
  - Mein Leben mit Beau : wie ein Labrador mein Herz gewann. Aus dem Amerikan. von Christine Heinzius. München : Page & Turner 2008
- Imagined London. Washington, D.C. : National Geographic, 2004
  - It’s London book time, Sir : eine literarische Spurensuche. Aus dem Engl. von Stefanie Kremer. München : Frederking und Thaler 2006
- Blessings. New York : Random House, 2002
  - Des Lebens Fülle. Roman. Aus dem Amerikan. von Almuth Carstens. München : Goldmann 2003
- Black and blue. New York : Random House, 1998
  - Kein Blick zurück. Roman. Dt. von Elke Hosfeld. München : Goldmann 1998
- A short guide to a happy life. New York : Random House, 2000
- One true thing. New York : Random House, 1994
  - Die Seele des Ganzen. Aus dem Amerikan. von Annette Meyer-Prien. Hamburg : Hoffmann und Campe, 1995
- Thinking out loud : on the personal, the political, the public, and the private. New York : Random House, 1993
- Object lessons. New York : Random House, 1991
  - Lebenslinien. Roman. Aus dem Amerikan. von Annette Meyer-Prien. München : Goldmann 1996

## Verfilmungen
- Familiensache, 1998
- Black and Blue – Du entkommst mir nicht, 1999
- Blessings, 2003